# Kazimierz Węgrzyn
Kazimierz Węgrzyn (ur. 13 kwietnia 1967 w Biłgoraju) – polski piłkarz, który grał na pozycji obrońcy. W trakcie kariery piłkarskiej występował w trzech klubach z Krakowa: w Hutniku, Wiśle i Cracovii. Po zakończeniu kariery komentator meczów Ekstraklasy i Ligi Mistrzów UEFA w stacji Canal+. Obecnie pracuje przy meczach ekstraklasy i Piłki reprezentacyjnej w TVP Sport.

## Życiorys

### Kariera klubowa
Jest wychowankiem Łady Biłgoraj, w której grał do 1986 roku. Później był piłkarzem Motoru Lublin, lecz w jego barwach nie rozegrał żadnego spotkania. W sezonie 1987/88 został piłkarzem Hutnika Kraków, gdzie spędził w nim 7 sezonów.
Sezon 1993/1994 rozpoczynał już jako piłkarz GKS-u Katowice, z którym odnosił największe sukcesy. W pierwszym sezonie, w GKS-ie Katowice zdobył wicemistrzostwo Polski. Jeszcze lepszy sezon zaliczył rok później docierając do finału Pucharu Polski oraz 1/8 finału Pucharu UEFA, przegrywając z Bayerem 04 Leverkusen, w dwumeczu 1:8. W 1995 roku zdobył Superpuchar Polski.
W 1997 roku został piłkarzem austriackiego klubu SV Ried, z którym zdobył Puchar Austrii.
Po powrocie do Polski w 1998 roku został piłkarzem Wisły Kraków, a w następnym sezonie po powrocie zdobył Mistrzostwo Polski. Później był jeszcze piłkarzem: Pogoni Szczecin, Widzewa Łódź i Cracovii.
Był jednym z najbardziej rozpoznawalnych piłkarzy ekstraklasy, w której spędził łącznie 12 sezonów. Po sezonie 2004/2005 zakończył karierę zawodniczą.

### Kariera reprezentacyjna
W biało-czerwonych barwach rozegrał 20 spotkań. Zadebiutował 21 sierpnia 1991 w meczu Polska – Szwecja rozegranym w Gdyni wygranym 2:0. Jego ostatni występ w reprezentacji miał miejsce 10 lutego 1999 roku w spotkaniu Finlandia – Polska zremisowanym 1:1.
| Mecze w reprezentacji | Mecze w reprezentacji | Mecze w reprezentacji | Mecze w reprezentacji | Mecze w reprezentacji | Mecze w reprezentacji |
|                       | Data                  | Miasto                | Przeciwnik            | Wynik                 | Rozgrywki             |
| --------------------- | --------------------- | --------------------- | --------------------- | --------------------- | --------------------- |
| 1.                    | 21.08.1991            | Gdynia                | Szwecja               | 2:0                   | towarzyski            |
| 2.                    | 03.12.1991            | Kair                  | Egipt                 | 4:0                   | towarzyski            |
| 3.                    | 05.12.1991            | Kair                  | Egipt                 | 0:0                   | towarzyski            |
| 4.                    | 09.12.1991            | Kuwejt                | Kuwejt                | 0:2                   | towarzyski            |
| 5.                    | 27.05.1992            | Jastrzębie-Zdrój      | Czechosłowacja        | 1:0                   | towarzyski            |
| 6.                    | 05.07.1992            | Gwatemala             | Gwatemala             | 2:2                   | towarzyski            |
| 7.                    | 09.09.1992            | Mielec                | Izrael                | 1:1                   | towarzyski            |
| 8.                    | 18.11.1992            | Iława                 | Łotwa                 | 1:0                   | towarzyski            |
| 9.                    | 26.11.1992            | Buenos Aires          | Argentyna             | 2:0                   | towarzyski            |
| 10.                   | 29.11.1992            | Montevideo            | Urugwaj               | 0:1                   | towarzyski            |
| 11.                   | 29.05.1993            | Chorzów               | Anglia                | 1:1                   | elim. MŚ 1994         |
| 12.                   | 22.09.1993            | Oslo                  | Norwegia              | 1:0                   | elim. MŚ 1994         |
| 13.                   | 13.10.1993            | Poznań                | Norwegia              | 0:3                   | elim. MŚ 1994         |
| 14.                   | 19.02.1996            | Hongkong              | Japonia               | 5:0                   | towarzyski            |
| 15.                   | 28.02.1996            | Rijeka                | Chorwacja             | 2:1                   | towarzyski            |
| 16.                   | 27.03.1996            | Łódź                  | Słowenia              | 1:1                   | towarzyski            |
| 17.                   | 27.08.1996            | Bełchatów             | Cypr                  | 2:2                   | towarzyski            |
| 18.                   | 10.11.1998            | Bratysława            | Słowacja              | 1:3                   | towarzyski            |
| 19.                   | 03.02.1999            | Ta’ Qali              | Malta                 | 0:1                   | towarzyski            |
| 20.                   | 10.02.1999            | Ta’ Qali              | Finlandia             | 1:1                   | towarzyski            |

### Po zakończeniu kariery
W latach 2006–2020 był komentatorem meczów piłkarskich w stacji Canal+. Komentował tam między innymi spotkania Ekstraklasy, Ligi Mistrzów UEFA i mistrzostw świata w piłce nożnej 2018. W lipcu 2020 roku stacja ogłosiła zakończenie dalszej współpracy, w wyniku czego Kazimierz Węgrzyn zakończył komentowanie meczów na tej antenie z końcem października 2020 roku.
Podczas mistrzostw Europy w piłce nożnej 2020 został jednym ze współkomentatorów meczów w TVP w parze z Mateuszem Borkiem. W trakcie tych mistrzostw skomentowali m.in. mecz finałowy pomiędzy Włochami a Anglią. Podczas Mistrzostw Świata w Piłce Nożnej 2022 w Katarze także został jednym ze współkomentatorów wybranych meczów w TVP w parze z Mateuszem Borkiem, Przemysławem Pełką, Maciejem Iwańskim i Sławomirem Kwiatkowskim. Podczas Mistrzostw Europy w piłce nożnej 2024 ponownie został jednym ze współkomentatorów wybranych meczów w TVP w parze z Michałem Zawackim i Maciejem Iwańskim.
Dnia 21 maja 2010 r. otrzymał tytuł Honorowego Obywatela Biłgoraja.

## Sukcesy
Hutnik Kraków
- 1/2 finału Pucharu Polski (1): 1989/1990

GKS Katowice
- Wicemistrzostwo Polski (1): 1993/1994
- Finał Pucharu Polski (1): 1994/1995
- 1/8 finału Pucharu UEFA (1): 1994/1995
- Superpuchar Polski (1): 1995

SV Ried
- Puchar Austrii (1): 1997/1998

Wisła Kraków
- Mistrzostwo Polski (1): 1998/1999
- Wicemistrzostwo Polski (1): 1999/2000
- Finał Pucharu Polski (1): 1999/2000

Pogoń Szczecin
- Wicemistrzostwo Polski (1): 2000/2001

Widzew Łódź
- 1/2 finału Pucharu Polski (1): 2002/2003